# Ihor Doroszenko
Ihor Mykołajowycz Doroszenko, ukr. Ігор Миколайович Дорошенко (ur. 16 stycznia 1973) – ukraiński piłkarz, grający na pozycji obrońcy, trener piłkarski.

## Kariera piłkarska

### Kariera klubowa
W 1992 rozpoczął karierę piłkarską w białoruskim klubie Wiedrycz-97 Rzeczyca. Potem występował w klubach Fandok Bobrujsk, Budaunik Stare Dorohi, Zara Jazyl, Dniapro Mohylew i Transmasz Mohylew. Latem 1997 wrócił do Ukrainy, gdzie został piłkarzem Krywbasu Krzywy Róg. Na początku 2002 przeszedł do klubu Frunzeneć-Liha-99 Sumy, ale latem 2002 klub połączył się z FK Sumy, a piłkarz odszedł najpierw do Dinama Petersburg, a potem do Stali Ałczewsk. Jednak w Stali rozegrał tylko 3 gry, dlatego podczas przerwy zimowej sezonu 2002/03 przeniósł się do Naftowyk-Ukrnafty Ochtyrka, w której występował do końca 2005 roku. Potem przez pół roku bronił barw Hirnyka Krzywy Róg, po czym przeszedł do drugoligowej drużyny Enerhija Jużnoukraińsk, w której latem 2007 zakończył karierę piłkarską.

## Kariera trenerska
Po zakończeniu kariery piłkarskiej rozpoczął pracę trenerską. Od 2010 pomaga trenować Hirnyk Krzywy Róg.

## Sukcesy i odznaczenia

### Sukcesy klubowe
- brązowy medalista Mistrzostw Ukrainy: 1999, 2000